# إقحام
قالب:Infobox symbol الإقحام /ˈkærɪt/ هو مقلوب على شكل V حرف من حروف اللغة، وسعت في بعض الأحيان، وتستخدم في تصحيح التجارب المطبعية والطباعة تشير إلى أن الاحتياجات المادية لإدراجها في هذه النقطة في النص. لديها مجموعة متنوعة من الاستخدامات الوظيفية في البرمجة والسياقات الأخرى.
رمز لوحة المفاتيح ^ له معنيان: تستخدم قائمة بذاتها بل هو الإقحام، كما تستخدم في الجمع بين التشكيل (كما هو الحال في ŵ ) هو المنعطف لهجة. 
لا يجب الخلط بين علامة الإقحام وشخصيات أخرى على شكل شيفرون، مثل لهجة المنعطف أو المنعطف الخامس أو رابطة منطقية، والذي قد يطلق عليه أحيانًا علامات الإقحام.

## الاستخدامات

### علامة تصحيح

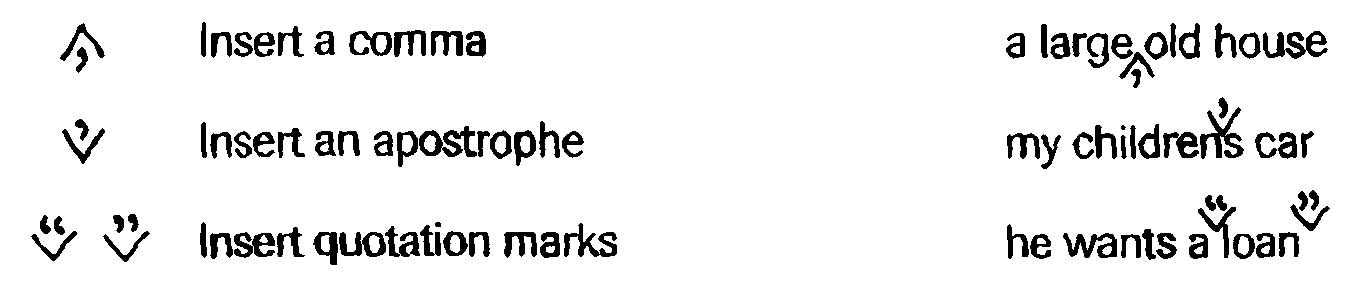
علامات إقحام للقارئ لإدراج فاصلة ، وعلامة اقتباس أحادية ، وعلامات اقتباس
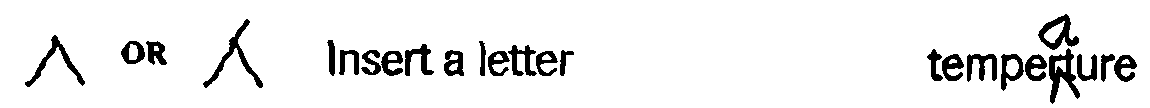
علامة إقحام للقارئ لإدخال حرف
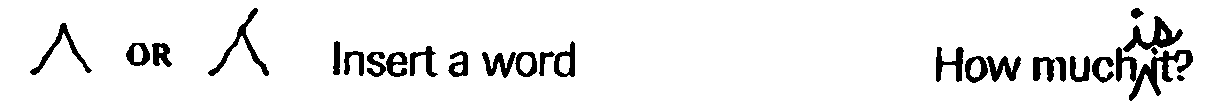
علامة الإقحام تخبر القارئ بإدخال كلمة
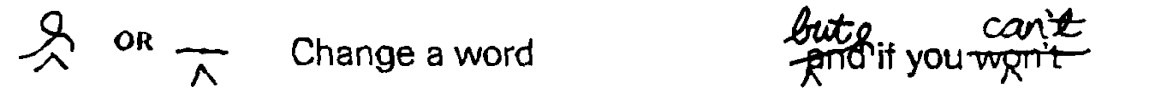
علامة الإقحام تخبر القارئ بتغيير الكلمة